# Municipio de Clearfield (Dakota del Norte)
El municipio de Clearfield (en inglés: Clearfield Township) es un municipio ubicado en el condado de Griggs en el estado estadounidense de Dakota del Norte. En el año 2010 tenía una población de 44 habitantes y una densidad poblacional de 0,47 personas por km².

## Geografía
El municipio de Clearfield se encuentra ubicado en las coordenadas 47°26′58″N 98°17′52″O / 47.44944, -98.29778. Según la Oficina del Censo de los Estados Unidos, el municipio tiene una superficie total de 93.22 km², de la cual 91,57 km² corresponden a tierra firme y (1,76 %) 1,64 km² es agua.

## Demografía
Según el censo de 2010, había 44 personas residiendo en el municipio de Clearfield. La densidad de población era de 0,47 hab./km². De los 44 habitantes, el municipio de Clearfield estaba compuesto por el 97,73 % blancos y el 2,27 % eran de una mezcla de razas. Del total de la población el 4,55 % eran hispanos o latinos de cualquier raza.